# Ilmari Niemeläinen
Heikki Ilmari „Immu” Niemeläinen (ur. 16 grudnia 1910 w Jyväskylä, zm. 28 maja 1951 w Helsinkach) – fiński architekt i sportowiec, brązowy medalista Olimpijskiego Konkursu Sztuki i Literatury 1948 i uczestnik igrzysk olimpijskich. 

## Życiorys
Dwukrotny uczestnik igrzysk olimpijskich (IO 1936, IO 1948). Podczas turnieju w Berlinie wystąpił w skokach do wody, zajmując 13. miejsce w trampolinie z 3 m (startowało 24 skoczków) i 14. pozycję w skokach z wieży z 10 m (wystąpiło 26 zawodników). Zgłoszony był również do wyścigu na 100 m stylem grzbietowym, jednak nie pojawił się na starcie eliminacji. Podczas zawodów w 1948 roku uplasował się na 19. pozycji w skokach z wieży z 10 m, osiągając lepszy wynik od 6 sportowców. Był wielokrotnym mistrzem Finlandii.
Z zawodu był architektem. Studia ukończył w 1939 roku w Helsinkach, a tuż po II wojnie światowej otworzył biuro architektoniczne. Projektował głównie baseny i ośrodki sportowe. Jednym z jego dzieł jest Centrum Sportowe w Kemi (fiń. Kemin urheilukeskussuunnitelmallaan), za które otrzymał w 1948 roku brązowy medal w Olimpijskim Konkursie Sztuki i Literatury w kategorii planowania miasta. Budowę ośrodka rozpoczęto w 1948 roku. W jednym z budynków znalazły się powierzchnie do uprawiania boksu, zapasów, strzelectwa i bowlingu, zaś osobno wybudowano pływalnię i korty tenisowe. Nie było to jednak odwzorowanie planu Niemeläinena – jego projekt nie był bowiem tematem obrad władz miasta Kemi do 1951 roku. Wraz z Olavim Sahlbergiem zaprojektował centrum sportowe w mieście Hämeenlinna, którego budowę zaczęto jeszcze za życia Niemeläinena. Podobnie było w przypadku centrum sportowego w Kotce i basenu w mieście Nokia. Współpracował m.in. z Einarim Teräsvirtą, który prócz uprawiania sportu również zajmował się architekturą.
Obok Waltera Winansa jest jedynym olimpijczykiem, który na tych samych igrzyskach wystąpił jako sportowiec oraz artysta. Zmarł w wieku niespełna 41 lat w wyniku nowotworu.